# Haploglenius eurypterus
Haploglenius eurypterus is een insect uit de familie van de vlinderhaften (Ascalaphidae), die tot de orde netvleugeligen (Neuroptera) behoort. 
Haploglenius eurypterus is voor het eerst wetenschappelijk beschreven door Navás in 1920.